# Shirley Blumberg
Pour les articles homonymes, voir Blumberg (homonymie).
Shirley Blumberg (née le 4 février 1952 au Cap, Afrique du Sud) est une architecte canadienne, associée du bureau Kuwabara, Payne, McKenna and Blumberg (ouvert en 1987).

## Biographie
Shirley Blumberg est une immigrante d’Afrique du Sud ayant déménagé au Canada à cause de l'apartheid, une ségrégation entre blancs et noirs. Elle a d'abord étudié un an à Londres avant de s'installer au Canada où elle a fini ses études d'architecte à l'Université de Toronto. Elle travaille dix ans à Toronto au sein de Barton Myers Association en tant qu'associée. Lorsque ce cabinet d'architecture déménage à Los Angeles, elle fonde à Toronto le cabinet Kuwabara Payne McKenna Blumberg Architects (KPMB) avec trois autres associés de Barton Myers. Elle est une membre de l’Ordre du Canada pour ses contributions à l’architecture et son engagement pour créer des espaces qui promeuvent le sens de la communauté.
Elle est bien connue dans la communauté des architectes pour avoir une influence, non seulement sur les projets, mais l’égalité et la justice dans sa profession. Elle a créé un organization, Building Equality in Architecture Toronto, qui est une initiative faite pour promouvoir l’égalité dans la profession d’architecte.

## Projets
The Design Exchange, Toronto
James Stewart Centre for Mathematics, McMaster University, Hamilton
Centennial College Applied Research and Innovation Centre, Scarborough
TIFF Bell Lightbox and Festival Tower, Toronto
Vaughan City Hall, Vaughan
Centre for International Governance Innovation, CIGI Campus, Waterloo
Maple Leaf Square (Bremner Blvd)
Block 32, Toronto Community Housing Corporation, Toronto
Canada's National Ballet School (in joint venture with Goldsmith Borgal & Company Ltd. Architects), Toronto, Ontario
Gardiner Museum, Toronto, Ontario
University of Toronto Scarborough (UTSC) Faculty of Management
Japanese Canadian Cultural Centre, Don Mills, Toronto, Ontario
Library District Condominiums, Toronto
Elementary Teachers' Federation of Ontario, Toronto
Fort York Branch Library, Toronto
Sugino Studio, Toronto
Remai Modern Art Gallery of Saskatchewan
Jack Layton Ferry Terminal and Harbour Square Park
20 Washington Road, Princeton University
Ronald O. Perelman Center for Political Science and Economics, UPenn
Alliance Communications Corporation Head Office
Disney Television Animation Studios
Ammirati Puris Lintas, New York City, New York
Penthouse on the Waterfront
Cardinal Ambrozic Houses of Providence
SugarCube, Denver, Colorado
Block 24 E, Railway Lands West (NEO & Montage)
COLOMBIE BRITANNIQUE
University Boulevard Project, UBC
Audain Art Centre, UBC
Ponderosa Commons Phase I, UBC, Vancouver
Ponderosa Commons Phase II, UBC, Vancouver
Robert H. Lee Alumni Centre, UBC

## Source
- (en) Cet article est partiellement ou en totalité issu de l’article de Wikipédia en anglais intitulé « Shirley Blumberg » (voir la liste des auteurs).